# Вот это развлечение! Часть 2
«Вот это развлечение! Часть 2» или «Это Голливуд! Часть 2» (англ. That's Entertainment, Part II) — документальный фильм-компиляция, вышедший на экраны в 1976 году. Лента, являющаяся своеобразным продолжением вышедшей за два года до этого картины «Вот это развлечение!», номинировалась на премию «Золотой глобус» за лучший документальный фильм.

## Сюжет
Как и предыдущий фильм, лента представляет собой ретроспективу знаменитых картин, снятых на студии Metro-Goldwyn-Mayer в 1930-е — 1950-е годы. Однако на этот раз в компиляцию вошли сцены не только из музыкальных фильмов, но также из комедийных (например, с участием братьев Маркс) и драматических (например, несколько эпизодов с участием Спенсера Трейси и Кэтрин Хепбёрн). В отличие от первой части, в фильме есть два постоянных рассказчика — Фред Астер и Джин Келли. Последний выступил также в качестве режиссёра и поставил несколько небольших музыкально-танцевальных номеров. Это последний раз, когда Астер и Келли выступают дуэтом.